# Drupa (Gattung)
Drupa ist der Name einer Gattung räuberisch lebender, meist mittelgroßer Schnecken aus der Familie der Stachelschnecken, die drei anerkannte Arten im Indopazifik einschließlich des Roten Meeres umfasst.

## Merkmale
Die eiförmigen, soliden Gehäuse der Drupa-Arten haben ein kurzes Gewinde, einen kurzen Kanal und eine schmale, ovale Gehäusemündung mit einer gerunzelten inneren Lippe, während die äußere Lippe flechtenartige Zähne aufweist. Die Umgänge sind mit Tuberkeln oder Stacheln besetzt.
Wie andere Stachelschnecken sind die Drupa-Arten getrenntgeschlechtlich mit innerer Befruchtung. Von den beiden Arten Drupa ricinus und Drupa morum ist bekannt, dass aus den nach der Begattung abgelegten Eikapseln ausgesprochen teleplane, große Veliger-Larven schlüpfen, die durch ihr langlebiges Stadium als planktonfressendes Zooplankton zur weiten Verbreitung der Art im Indopazifik und der Besiedlung abgeschiedener Inselgruppen des Ostpazifiks beitragen.

## Verbreitung und Vorkommen
Die Schnecken der Gattung Drupa leben im Indopazifik einschließlich des Roten Meeres in Korallenriffen auf hartem Untergrund insbesondere in der Gezeitenzone.

## Lebensweise
Die Gattung Drupa gilt hinsichtlich des Beutespektrums als die vielfältigste in der Familie der Stachelschnecken, die über die für diese Familie typischen Beutetiere wie Rankenfußkrebse, Schnecken und Muscheln hinausgeht. Eine Untersuchung der Darminhalte von über 1400 Individuen aus sieben Drupa-Arten – von denen zwei heute allerdings in Drupina eingeordnet sind – und zwei Unterarten ergab, dass sich die Arten Drupa grossularia (Drupina grossularia) und Drupa lobata (Drupina lobata) als Nahrungsspezialisten von Spritzwürmern ernähren, während Drupa morum und Drupa rubusidaeus vor allem Vielborster der Familie Eunicidae fressen. Drupa ricinus und wahrscheinlich auch Drupa elegans fressen eine große Anzahl unterschiedlicher Beutetiere, wozu Krebse, Wurmschnecken, Käferschnecken, Vielborster und Spritzwürmer gehören. Für die im Roten Meer lebende Unterart Drupa ricinus hadari ist nachgewiesen, dass sie auch kleine Fische (Grundeln) erbeutet. Drupa clathrata clathrata frisst dagegen Rankenfußkrebse, Schnecken und Muscheln, worin sie den Stachelschnecken anderer Gattungen am meisten ähnelt.

## Arten
Zu der Gattung Drupa gehören laut World Register of Marine Species folgende neun Arten:
- Drupa albolabris (Blainville, 1832)
- Drupa aperta (Blainville, 1832)
- Drupa clathrata (Lamarck, 1816)
- Drupa denticulata Houart & Vilvens, 1997
- Drupa elegans (Broderip & G. B. Sowerby I, 1829)
- Drupa morum Röding, 1798
- Drupa ricinus (Linnaeus, 1758)
- Drupa rubusidaeus Röding, 1798
- Drupa speciosa (Dunker, 1867)

Die oben erwähnten zwei Arten Drupa grossularia und Drupa lobata werden heute allerdings unter der Gattung Drupina Dall, 1923 eingeordnet.

## Geschichte der Systematik
Der Gattungsname Drupa wird erstmals 1798 von Peter Friedrich Röding im Katalog der Conchyliensammlung von Joachim Friedrich Bolten mit 15 Arten erwähnt. Von diesen wurde später Drupa morum Röding, 1798 als Typusart festgelegt. Lange Zeit war dieser Gattungsname bedeutungslos, denn die Schnecken wurden von Jean-Baptiste de Lamarck 1822 in die Gattung mit dem älteren Namen Purpura Bruguière 1789 gestellt, die über 50 Arten umfasste. Erst als diese Mitte des 20. Jahrhunderts in mehrere Gattungen aufgespalten wurde, wurden die Namen von Röding – Drupa, Thais und Nucella – wieder wichtig.